# اسموک رایز (آلاباما)
اسموک رایز (به انگلیسی: Smoke Rise) شهرکی در شهرستان بلاونت ایالت آلاباما است که مساحت آن ۱۶٫۷۳ کیلومترمربع است و در سرشماری سال ۲۰۱۰ میلادی، ۱٬۸۲۵ نفر جمعیت داشته و تراکم جمعیتی آن، ۱۰۹٫۰۹ در کیلومترمربع بوده است.